# Sarniguet
Sarniguet ist eine französische Gemeinde mit 259 Einwohnern (Stand 1. Januar 2022) im Département Hautes-Pyrénées in der Region Okzitanien. Sie gehört zum Kanton Bordères-sur-l’Échez und zum Arrondissement Tarbes. 

## Geografie
Die Gemeinde Sarniguet liegt am Fluss Adour in der Landschaft Bigorre, zehn Kilometer nördlich von Tarbes-Sie ist umgeben von folgenden Nachbargemeinden:
|         | Marsac                                      |        |
| Andrest | Kompassrose, die auf Nachbargemeinden zeigt | Tostat |
|         | Aurensan                                    |        |

## Bevölkerungsentwicklung

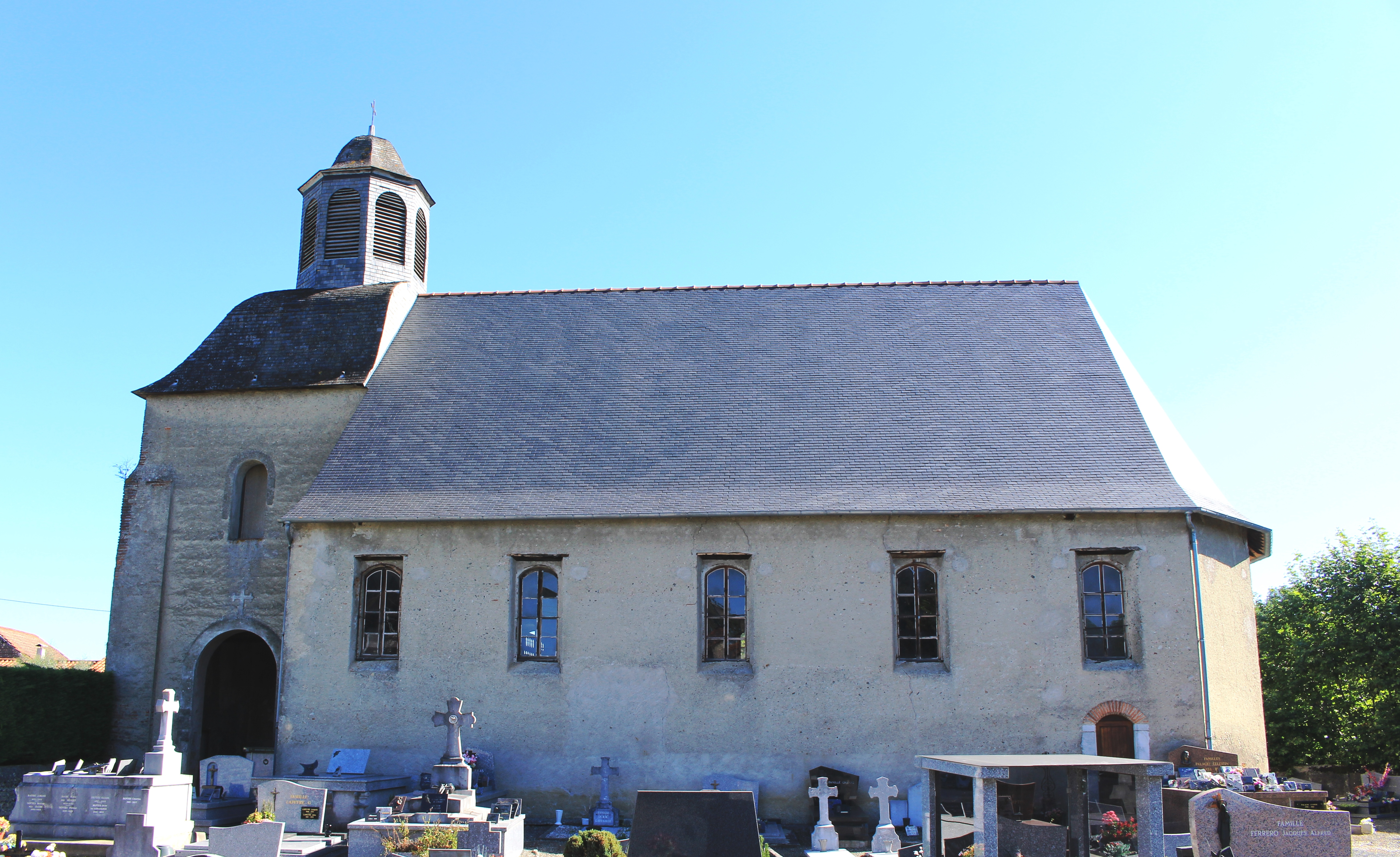
Kirche Saint-Pierre, Monument historique seit 1979

| Jahr                       | 1962 | 1968 | 1975 | 1982 | 1990 | 1999 | 2008 | 2018 |
| -------------------------- | ---- | ---- | ---- | ---- | ---- | ---- | ---- | ---- |
| Einwohner                  | 256  | 226  | 275  | 259  | 223  | 219  | 251  | 256  |
| Quellen: Cassini und INSEE |      |      |      |      |      |      |      |      |